# 親衛隊血液型入れ墨
親衛隊血液型入れ墨（ドイツ語: Blutgruppentätowierung、英語: SS blood group tattoo）は、第二次世界大戦中にナチス・ドイツの武装親衛隊隊員が、個人の血液型を識別するために入れたもの。戦後、この入れ墨は武装親衛隊員であることの一応の証拠とされ、逮捕や起訴につながる可能性があった。

## 入れ墨の由来と目的
親衛隊血液型入れ墨は、基本的には、イギリス自由軍団のメンバーを除くすべての武装親衛隊の隊員に適用された。左腕の下側に、高さ7ミリメートル、肘の上約20センチメートルのところに小さな黒いインク  で入れられ、兵士のA、B、AB、またはOのいずれかの血液型の文字で構成されていた。Rh因子については、1937年には発見されていたが、第二次世界大戦中には完全には理解されていなかったため、採用されなかった。戦争の初期には、フラクトゥールで入れられていたが、その後、ラテン文字になった。
入れ墨の目的は、意識不明の状態で輸血が必要になった場合や、認識票や軍人給与手帳をなくした場合に備えて、兵士の血液型を確認するためであった。入れ墨は一般的に基礎訓練時に部隊の衛生兵によって施されたが、兵役期間中いつでも誰にでも施すことができた。

## 利用法
すべての武装親衛隊員が入れ墨をしていたわけではなく、特に、他の部隊から武装親衛隊に移った者、あるいは一般親衛隊や非軍事親衛隊から移った者は、この入れ墨を入れていなかった。
あるいは、一部の非親衛隊隊員が入れ墨をしている場合もあった。ドイツ国防軍の兵士が親衛隊の病院で治療を受けた場合、その兵士はしばしばこの入れ墨を施された。
戦争初期には広く使われていた入れ墨であるが、戦争が進むにつれ、次第に適用される兵士が少なくなり、戦争末期には入れ墨を入れることは規則というよりも例外となっていた。外国人志願兵への適用については、イギリス自由軍団のように入れ墨を必要としない部隊もあれば、反対しない部隊もあり、争点になったようである。入れ墨と外国人部隊に関する具体的な情報はほとんどないが、第33SS武装擲弾兵師団の兵士が入れ墨をしたとする説もある。『ブラック・エーデルワイス』の著者である第6SS山岳師団のヨハン・ボスは、この日は父親を訪ねていたため入れ墨を入れなかったが、彼の所属する訓練中隊の他の隊員は入れ墨を入れたとしている。

## 戦後
戦争が終わると、連合国は一部の部隊による大量の戦争犯罪を理由にすべての武装親衛隊員を捕まえようとした。血液型の入れ墨は、元隊員の特定に大いに役立ち、彼らの訴追や、場合によっては処刑につながった。
入れ墨を入れることと武装親衛隊に所属していたことの間には、完全には整合性がないため、一部の親衛隊退役兵は逮捕を免れることができた。血液型の入れ墨がなかったために逃れた親衛隊員には、ヨーゼフ・メンゲレやアロイス・ブルナーなどがいる  。
戦争末期とその後、一部の（元）SS隊員は、手術・自分で施した火傷・さらにはそこを自分で撃つなど、様々な手段で血液型入れ墨を消そうとしたので、アメリカ軍は身体のこの部分への自傷行為を見分ける方法についてのパンフレットを発行した。

## 参照外部リンク
- 入れ墨をした人物の摘発 YouTube動画「Blood Group Tattoo Of Waffen SS (Blutgruppentätowierung)」（51～58秒の部分）
- 親衛隊血液型入れ墨 画像 - WW2 Gravestone
- ドイツの強制収容所での囚人の分類